# Novohradská stupňovina
Novohradská stupňovina je geomorfologický okrsek v jihozápadní části Loučenské tabule, ležící v okresech Ústí nad Orlicí, Svitavy a Chrudim v Pardubickém kraji.

## Poloha a sídla

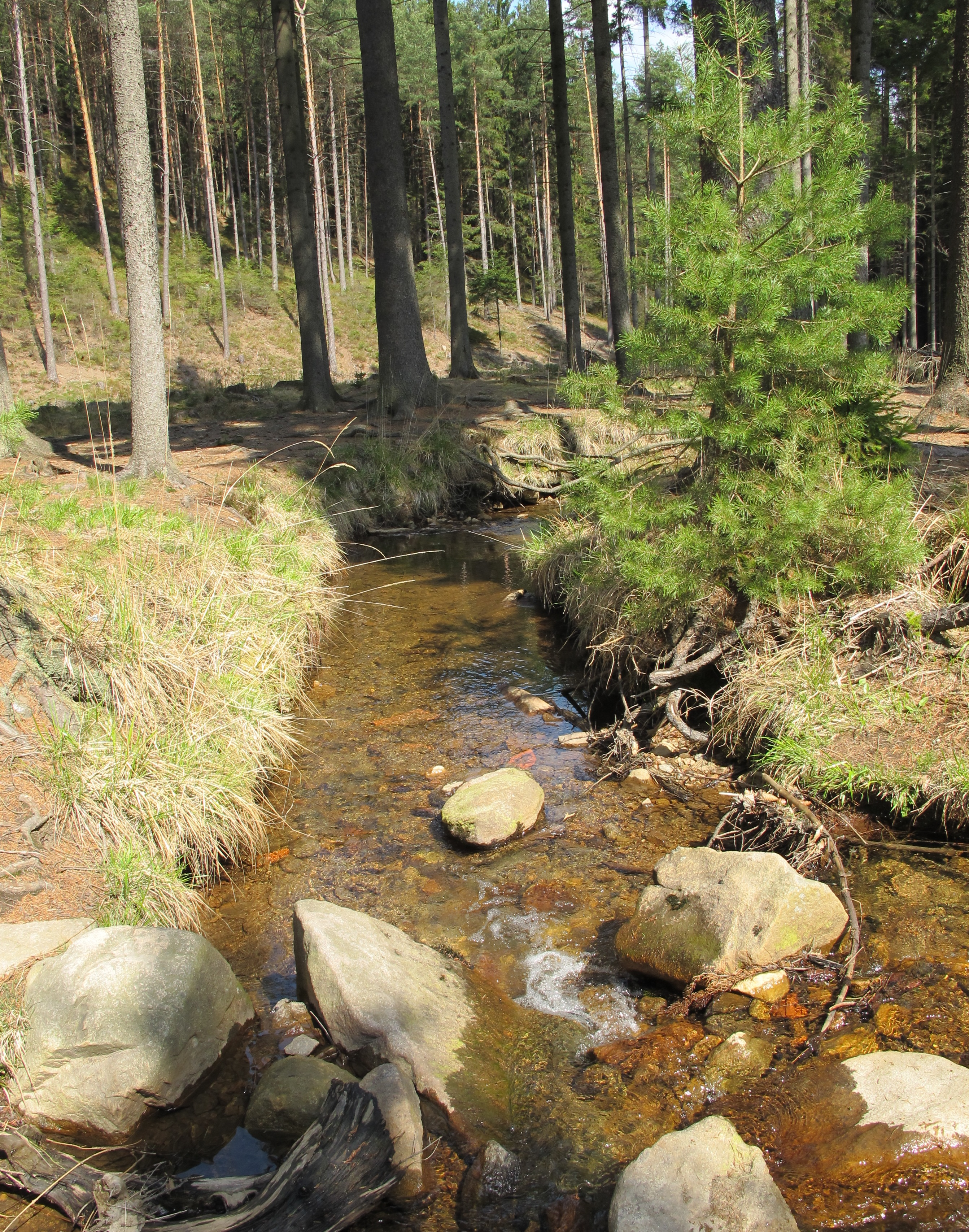
Novohradka v přírodní rezervaci Maštale

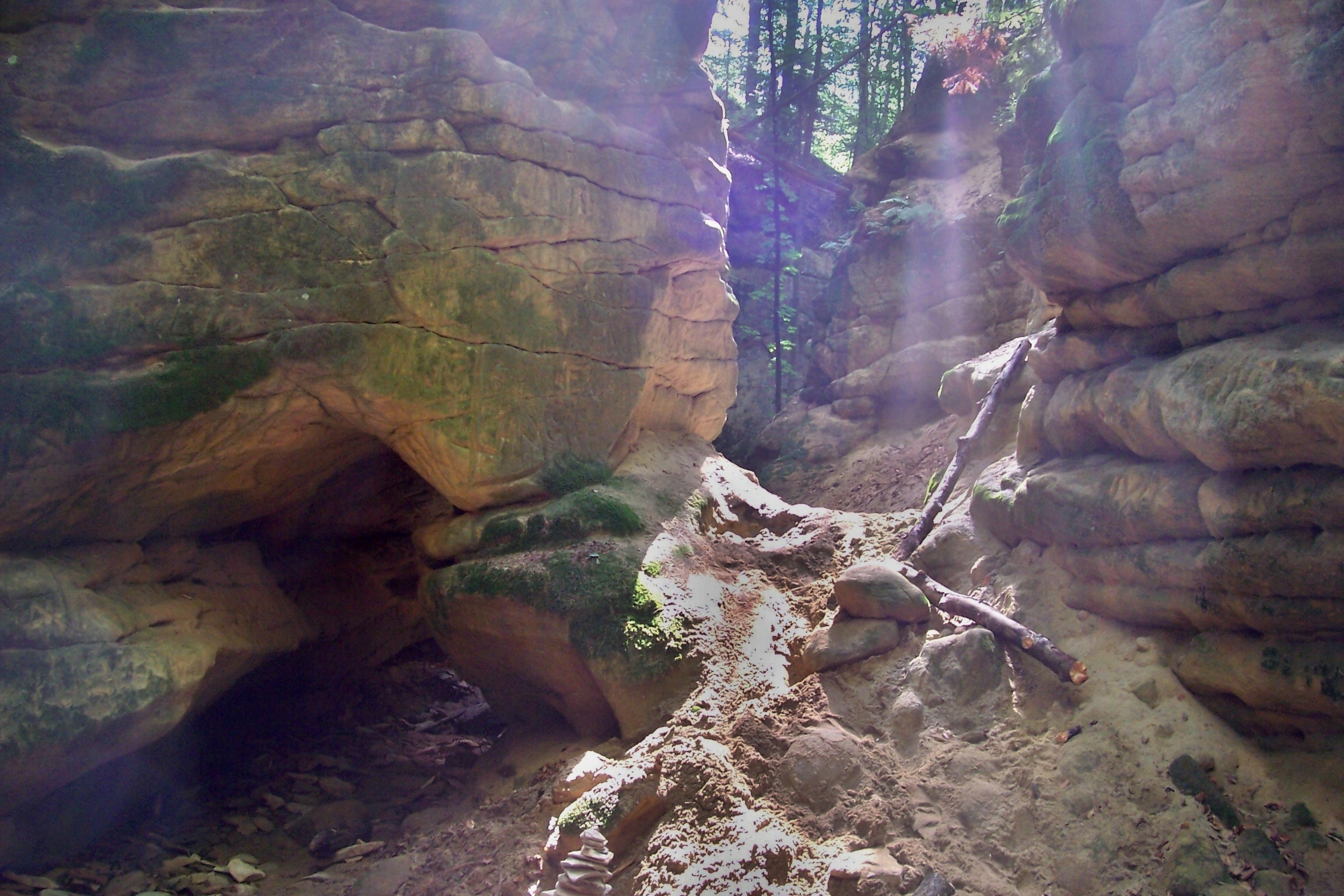
Přírodní památka Pivnice

Území okrsku se nachází zhruba mezi sídly Lozice (na severozápadě), Bučina (na severovýchodě), Morašice, Dolní Újezd a Sebranice (na východě), Oldřiš (na jihu), Proseč a Předhradí (na jihozápadě). Uvnitř okrsku leží město Luže, větší obec Lubná a titulní obec Nové Hrady.

## Geomorfologické členění
Okrsek Novohradská stupňovina (dle značení Jaromíra Demka VIC–3B–2) geomorfologicky náleží do celku Svitavská pahorkatina a podcelku Loučenská tabule. Podle alternativního členění Balatky a Kalvody se Novohradská stupňovina dále člení na podokrsky: Lužské kuesty na severu, Zderazské kuesty na západě, Budislavské skály uprostřed a Novohradské kuesty na východě a jihu.
Stupňovina sousedí s dalšími okrsky Svitavské pahorkatiny: Vraclavský hřbet na severu, Litomyšlský úval na východě, Poličská tabule na jihovýchodě, Štěpánovská stupňovina na severozápadě. Dále sousedí s celky Hornosvratecká vrchovina na jihozápadě a Železné hory na západě.

## Významné vrcholy
| název vrcholu | výška (m n. m.) | podřazená jednotka |
| ------------- | --------------- | ------------------ |
| V Sušinách    | 550             | Novohradské kuesty |
| Košumberk     | 374             | Lužské kuesty      |

Nejvyšším bodem Novohradské stupňoviny je vrstevnice (584 m n. m.) na jižní hranici s Hornosvrateckou vrchovinou.